# بریمان
بریمان (به عربی: بریمان) یک منطقهٔ مسکونی در عربستان سعودی است که در استان مکه واقع شده‌است.